# Karabin FEG NGM-81
NGM-81 – licencyjna wersja AK-74 produkowana w budapeszteńskich zakładach FEG. Produkowano wyłącznie karabiny ze stałą kolbą drewniana. Wersja kalibru 5,45 była produkowana w niewielkich ilościach, natomiast przeważały karabiny NGM-81 kalibru 5,56 mm przeznaczone na eksport.

## Opis
NGM-81 był bronią samoczynno-samopowtarzalną. Automatyka broni działa na zasadzie odprowadzania gazów prochowych z długim skokiem tłoka gazowego. Zamek ryglowany przez obrót (2 rygle). Rękojeść przeładowania po prawej stronie broni, związana z suwadłem. Mechanizm spustowy z przełącznikiem rodzaju ognia. Skrzydełko bezpiecznika/przełącznika rodzaju ognia po prawej stronie komory zamkowej w pozycji zabezpieczonej zasłania wycięcie w którym porusza się rękojeść przeładowania. Magazynki 30-nabojowe, wymienne z AK-74 (wersja 5,45 mm) lub specjalnie zaprojektowane (wersja kalibru 5,56 mm). Kolba stała. Przyrządy celownicze mechaniczne, składają się z muszki i celownika krzywiznowego.